# Tomba 1999
Die Tomba 1999 („Grab 1999“) ist ein ausgemaltes etruskisches Kammergrab, das im Jahr 1960 entdeckt wurde. Das Grab befindet sich in der Monterozzi-Nekropole bei Tarquinia und datiert um 510 bis 500 v. Chr.
Da der Verputz der Wände an vielen Stellen abgefallen ist, sind große Teile der Malereien verloren. An der Rückwand sieht man einen nackten jungen Mann, einen Flötenspieler. Auf dem Boden befand sich die Darstellung eines Paares auf einer Matratze. Erhalten sind der Arm einer Frau, der einem bärtigen Mann entgegengestreckt ist. Schließlich ist hier ein nackter Diener, der eine Oinochoe hält, dargestellt. Auf der linken Wand befindet sich eine männliche Figur, die eine Leine hält, an der wahrscheinlich ein Hund angebunden war. Dahinter steht eine kleinere nackte Figur. Auf der rechten Wand sind noch ein tanzender Satyr, ein kleiner Baum und eine zweite Figur, wahrscheinlich ein weiterer Satyr, erhalten.